# Guido Jörres
Guido Jörres (* 7. März 1974 in Düren) ist ein ehemaliger deutscher Fußballspieler. 

## Werdegang
Jörres spielte im Nachwuchsbereich für die SG Germania Burgwart, den FC Düren-Niederau und den 1. FC Köln. Er wurde bundesdeutscher Juniorennationalspieler und nahm 1990 an der U16-Europameisterschaft in der Deutschen Demokratischen Republik sowie mit der gesamtdeutschen Auswahl 1992 an der U18-EM und 1993 an der Junioren-WM teil.
Auf Vereinsebene wechselte der Mittelfeldspieler und Libero 1996 zu Fortuna Düsseldorf. In den Spieljahren 1997/98 und 1998/99 stand Jörres für die Fortuna in insgesamt 13 Zweitligapartien auf dem Platz. 2002 verließ er Düsseldorf in Richtung Chemnitzer FC und verbrachte dort ein Jahr, hernach stand er in Diensten vom GFC Düren.